# AQA (考试局)
AQA教育以AQA的名义开展业务（前身为评估与资格联盟），是英格兰、威尔士和北爱尔兰的颁证机构。它编制规范并举办GCSE、AS和A-level各科目的考试水平并提供职业资格。 AQA是一家注册慈善机构，独立于政府。但其资格和考试大纲受英国政府监管，英国政府是英格兰和威尔士公共考试系统的监管机构。
AQA是英国学校认可的五个测评机构之一。AQA还获得英格兰、威尔士和北爱尔兰公共考试系统监管机构的认可，可在英国提供 GCSE、AS 和 A Level 课程。AQA还提供AQA 学士学位课程，该资格证书也适用于12年级和13年级的学生，其中包括三门 A-Level 课程的学习、一个扩展项目以及课外充实活动。 AQA 是英格兰最大的 GCSE 和 GCE A Level 考试委员会。 

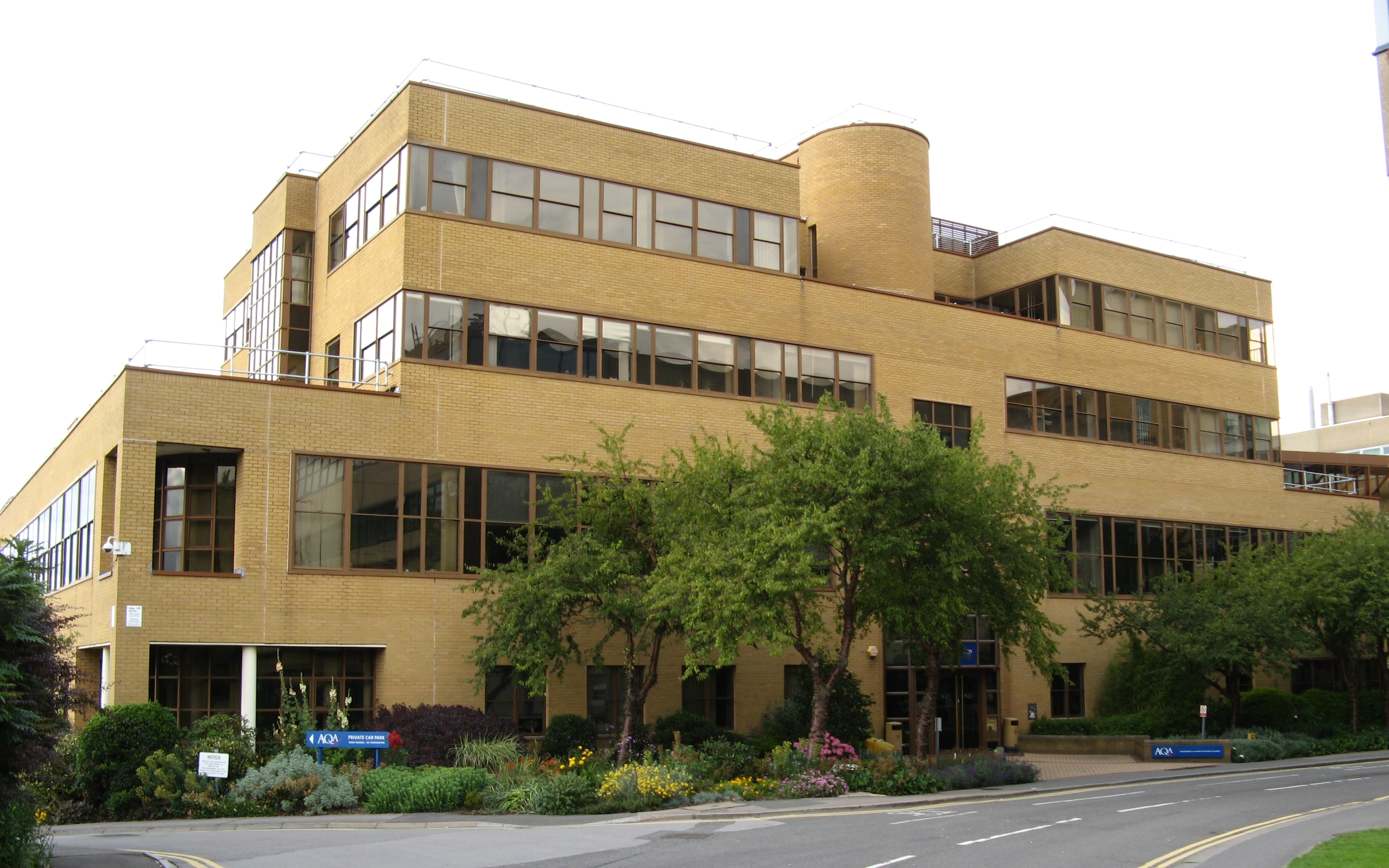
AQA 行政办公室，吉尔福德

该组织设有多个地区办事处，最大的分别位于米尔顿凯恩斯、吉尔福德和曼彻斯特。 
AQA还与牛津大学出版社合作，推出了OxfordAQA，仅在海外（非英国）提供测评颁证服务。 

## 历史
AQA最初成立于 1997年11月7日，是由NEAB和AEB/SEG考试委员会以及倫敦城市行業協會职业认证机构组成的联盟。NEAB与AEB/SEG于2000年4月1日正式合并。 倫敦城市行業協會（City & Guilds）选择保持独立于新组织，但将其GNVQ资格转移到 AQA。 
AQA 保存着以下历史考试委员会的考生记录和奖项：
- 联合考试委员会（AEB）
- 兰开夏郡联合学校考试委员会（ALSEB）
- 联合大学入学考试委员会（JMB）
- 北方考试协会（NEA）
- 北方考试与评估委员会（NEAB）
- 北部地区考试委员会（NREB）
- 西北地区考试委员会（NWREB）
- 西北中学考试委员会（NWSSEB）
- 南方考试集团（SEG）
- 东南地区考试（SEREB）
  - 布里斯托大学学校考试委员会（UBSEC）
- 西南地区考试委员会（SWREB）
- 约克郡和亨伯赛德地区考试委员会 (YHREB)
  - 约克郡地区考试委员会（YREB）
  - 西约克郡和林赛地区考试委员会（TWYLREB）

## 考试改革
首相戴维·卡梅伦领导的保守党发起了A-Level改革，将课程从模块化结构转变为线性结构。 受英国政府监管和认可的英国考试委员会（Edexcel、AQA、OCR和WJEC）响应政府的改革公告，修改了若干A Level科目的教学大纲。 然而，工党，尤其是国会议员特里斯特拉姆·亨特宣布，将寻求停止和扭转改革，并维持模块化A-Level体系。 工党的政策以及模块化的AS和A-Level体系得到了剑桥大学和牛津大学的支持和推广。  
该组织宣布将开始提供所有评估均通过课程结束时的考试进行的课程。这通常被称为线性过程。此前，他们在英国提供包含多项考试的模块化课程。 

## 争议
在 2022 年夏季考试系列中，AQA因几份试卷包含特定科目“预先信息”中未包含的主题而受到严厉批评。 2021年12 月，考试监管机构Ofqual发布公告，要求各考试委员会提前发布考试“重点”信息，以减轻学生在COVID-19疫情期间所遭受的干扰。 
2022年6月，GCSE物理高级试卷含一道关于能量传输和电路的问题。 Advance Information 在论文中将“串联和并联电路”列为“未评估”的主题。错误发生后，AQA宣布该错误题目将获得满分。此外，AQA宣布将“对未来考试的预先信息和试卷进行额外检查。”
关于2022年6月A-level物理Paper 2，有人声称提前提供给学生的信息具有误导性，称与电场和电容相关的问题只会在概要和低关税问题中出现；这些主题构成了试卷的第三个问题，价值 12 分，并在多项选择题部分出现了 8 次，总的来说，这些主题占 85 分试卷的 23.5%。这一错误在社交媒体上引发了强烈反弹。AQA对此作出回应，为该试卷辩护，称这两个主题是分开的，因此“分数都不足以被列入预先信息列表”。
2022年6月17日，AQA就A-level法律试卷二中包含一道 30 分的题目道歉，该题目占100分试卷的30%，但事先提供的信息中并未包含该题目。对此，AQA表示，将在试卷批改后“关注学生的表现”，并将“采取一切必要措施保护学生”。
2022年6月17日，考试监管机构Ofqual批评AQA和其他考试委员会因预先信息中的错误给学生带来了“困扰”。 
AQA A-Level化学考试第二场（于2022年6月20日上午举行）结束后不久，社交媒体（尤其是Twitter）上出现了一些照片，显示考试内容可能在考试开始前七天就被泄露。随后的一天，AQA一直不愿对此事发表评论。这一消息遭到了学生、老师和家长的沮丧和怀疑。 
2024年，据报道，在中国驻伦敦大使馆的压力下，AQA的中文GCSE教科书删除了所有关于台湾的内容。 

## 首席执行官
AQA 首席执行官负责该组织的日常工作，同时对AQA理事会负责。该职位自 1998年4 月设立以来，直至 2010年7 月，一直被称为总干事（Director General）。
- 凯瑟琳·塔特索尔，1998年4月1日 - 2003年9月30日[15][16]
- 迈克·克雷斯韦尔，2003年10月1日 - 2010年3月31日[17][18]
- 安德鲁·霍尔，2010年6月4日 - 2017年8月31日[19][20]
- 托比·索尔特，2017年9月1日 – 2019年9月8日[19][21]
- 马克·贝德洛，2019年9月9日 - 2020年8月31日（临时首席执行官） [21][22]
- 科林·休斯，2020年9月1日– [22]